# 함성민
함성민(1998년 3월 14일 ~ )은 대한민국의 배우이다.

## 학력
- 부천부흥중학교 (졸업)
- 효원고등학교 (졸업)

## 연기 활동

### 영화
- 2007년 《두 얼굴의 여친》
- 2007년 《내 사랑》
- 2008년 《초감각 커플》 ... 어린 수민 역 (진구 아역)
- 2008년 《쌍화점》
- 2008년 《주방》
- 2009년 《시크릿》
- 2013년 《남쪽으로 튀어》 ... 혁이 역
- 2014년 《좋은 친구들》 ... 어린 김민수 역 (이광수 아역)
- 2015년 《손님》 ... 동춘 역
- 2015년 《도리화가》 ... 동리정사 문하생 역
- 2015년 《오빠생각》 ... 상렬 소대원/진욱 역
- 2016년 《특별수사: 사형수의 편지》 ... 정호 역
- 2016년 《걷기왕》 ... 반학생 2 역
- 2016년 《미씽: 사라진 여자》 ... 교복 소년 역
- 2016년 《우리 손자 베스트》 ... 정수 친손자 역
- 2017년 《군함도》 ... 복진 일행 역
- 2018년 《염력》 ... 왜소용역 역
- 2019년 《썬키스 패밀리》 ... 김치곤 역

### 드라마
- 2005년 KBS2 수목 드라마 《황금사과》
- 2008년 SBS 아침연속극 《물병자리》
- 2010년 KBS1 과학의 달 특별기획 다큐드라마 《이휘소의 진실》
- 2011년 EBS 어린이 드라마 《서당》 ... 기훈 역
- 2011년 EBS ABU 어린이 드라마 《육손이가 네 친구라도 되냐》 ... 현진 역
- 2011년 EBS 《TV로 보는 원작동화 - 엄마 미안해》
- 2011년 EBS 《TV로 보는 원작동화 - 거울공주》
- 2011년 EBS 《TV로 보는 원작동화 - 오총사협회》
- 2013년 KBS2 월화드라마 《상어》
- 2013년 tvN 개국 7주년 대기획 《빠스껫 볼》
- 2013년 MBC 주말특별기획 《황금 무지개》
- 2014년 EBS 어린이 드라마 《플루토 비밀결사대》
- 2015년 KBS2 수목드라마 《착하지 않은 여자들》 ... 학생 역
- 2015년 KBS1 저녁일일극 《가족을 지켜라》 ... 이정수 역
- 2015년 KBS2 월화드라마 《너를 기억해》 ... 일진학생 역
- 2016년 tvN 월화드라마 《피리부는 사나이》 ... PC방 학생 역
- 2016년 네이버TV 웹드라마 《악몽선생》 ... 병진 역
- 2016년 tvN 금토드라마 《기억》 ... 어린 권명수 (정영기 아역)
- 2016년 MBC 주말 드라마 《불어라 미풍아》 ... 젊은 김덕천 역 (변희봉 아역)
- 2017년 tvN 금토드라마 《쓸쓸하고 찬란하神 - 도깨비》 ... 북한군인 역
- 2017년 OCN 주말드라마 《터널》 ... 고등학생 정호영 역 (허성태 아역)
- 2017년 oksusu 웹드라마 《복수노트》 ... 이강민 역
- 2018년 JTBC 금토드라마 《내 아이디는 강남미인》 ... 정동원 역
- 2018년 JTBC 월화드라마 《일단 뜨겁게 청소하라》 ... 피규어 주인 역
- 2019년 OCN 주말드라마 《보이스 3》 ... 표현수 역
- 2019년 SBS 금토드라마 《의사 요한》 ... 윤성규 역
- 2020년 TV조선 토일드라마 《복수해라》 ... 한정우 역
- 2020년 넷플릭스 오리지널 시리즈 《스위트홈》 ... 주영 역
- 2022년 넷플릭스 오리지널 시리즈 《지금 우리 학교는》 ... 한경수 역
- 2023년 SBS 금토드라마 《악귀》 … 염해상 역 (오정세 아역)
- 2024년 오리진엔터테인먼트 웹드라마 《수상한 본부장》 … 성민 역
- 2025년 tvN 월화드라마 《견우와 선녀》 ... 모범생 역

### 뮤직비디오
- 2008년 젓가락 - 타타클랜

### 광고
- 농심 포테이토 스노우치즈
- 피키캐스트
- 페브리즈ㆍ2014년햇빛소독편
- 국립현충원 홍보물
- EBS 캠페인
- 후시딘ㆍ김장훈과함께동화약품축구편2008년
- 유한킴벌리우리강산푸르게푸르게25년실천편
- SK 텔레콤 수확행 유튜브
- 광동 헛게차 홍진영
- AIG 보험
- KFC